# Kangirsuk

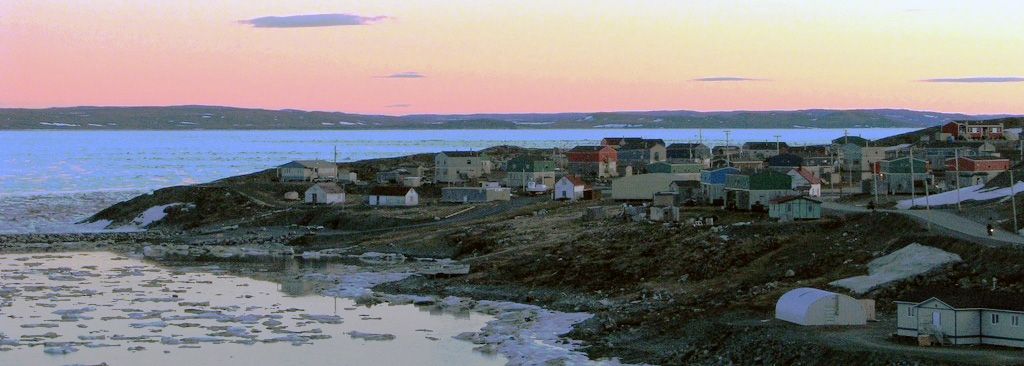
Kangirsuk (2009)

Kangirsuk (wörtlich „Die Bucht“, vormals Payne Bay) ist eine in der Region Nunavik, Verwaltungsregion Nord-du-Québec, am Nordufer der Payne Bay, der Mündungsbucht des Rivière Arnaud, 13 Kilometer von der Ungava Bay entfernt, gelegene Inuit-Siedlung mit 567 Einwohnern (Stand: 2016).
Wie fast alle Siedlungen in Nord-Québec hat sich auch Kangirsuk in der Umgebung eines Handelspostens entwickelt. 1921 hatte zunächst die französische Pelzhandelsgesellschaft Révillon Frères eine Niederlassung errichtet, der vier Jahre später die Hudson’s Bay Company Konkurrenz machte. 1959 wurde im Zuge der Einführung von Schulpflicht für Inuit-Kinder eine staatliche Schule eröffnete, in deren Gefolge sich immer mehr Inuit-Familien dauerhaft in der sich nun entwickelnden Siedlung niederließen. Weitere staatliche Maßnahmen wie Gesundheits-, Wohnungsbau- und Sozialeinrichtungen förderten ab 1961 diesen Entwicklungsprozess. 1965 kam eine anglikanische Missionsstation mit Kirche hinzu, und im darauf folgenden Jahr eröffneten die Inuit einen genossenschaftlichen Warenverkaufsladen. In den Rang einer Gemeinde wurde Kangirsuk 1981 erhoben.
Unweit von Kangirsuk wurden auf Pamiuk Island steinerne Relikte eines Langhauses gefunden, von denen manche Archäologen vermuten, sie seien Zeugnisse für die Anwesenheit von Wikingern im 11. Jahrhundert. Andere schreiben sie der Dorset- oder Thule-Kultur zu.